# Neotoma stephensi
Neotoma stephensi és una espècie de mamífer rosegador de la família dels cricètids. És endèmica dels Estats Units (Arizona, Nou Mèxic i Utah). S'alimenta principalment de fulles i llavors de ginebre. El seu hàbitat natural són les zones rocoses situades als boscos de pins i ginebres. És una espècie en risc mínim, és a dir, no sembla que hi hagi cap amenaça significativa per a la seva supervivència.
L'espècie fou anomenada en honor de l'ornitòleg i mastòleg estatunidenc Frank Stephens.